# کامپیوناتو پرتغال (لیگ)
کامپیوناتو پرتغال (به پرتغالی: Campeonato de Portugal) سطح چهارم نظام لیگ‌های فوتبال پرتغال است. این مسابقات همراه با لیگ دسته سوم لیگا ۳ توسط فدراسیون فوتبال پرتغال برگزار می‌شود.
کامپیوناتو پرتغال در سال ۲۰۱۳ به عنوان قهرمانی سطح سوم جدید با نام قهرمانی کشوری بزرگسالان (به پرتغالی: Campeonato Nacional de Seniores) معرفی شد که جایگزین سگوندا دیویزاو (به پرتغالی: Segunda Divisão) و ترسیرا دیویزاو (به پرتغالی: Terceira Divisão) (به ترتیب دسته سوم و چهارم سابق) شد. در ۲۲ اکتبر ۲۰۱۵، نام فعلی آن انتخاب شد. با ایجاد لیگا ۳ به عنوان دسته سوم جدید از فصل ۲۲–۲۰۲۱، کامپیوناتو پرتغال یک سطح تنزل یافت.

## قالب مسابقات
فصل اول، ۱۴–۲۰۱۳ بود که در مجموع با حضور ۸۰ باشگاه برگزار شد که شامل ۱۹ تیم از مسابقات قهرمانی منطقه‌ای، ۳۹ تیم از سگوندا دیویزاو، ۱۹ تیم از ترسیرا دیویزاو و سه تیم سقوط کرده از لیگا پرتغال ۲ در فصل ۱۳–۲۰۱۲ بود. در فصل ۱۸–۲۰۱۷، قالب مسابقات شامل پنج سری هجده تیمی بود که بر اساس معیارهای جغرافیایی مرتب شده بودند، به استثنای تیم‌هایی از مادیرا (که در سری اول قرار گرفتند) و از آزور (که در دو سری آخر قرار گرفتند). این رقابت‌ها در فصل ۱۹–۲۰۱۸ و فصل نیمه تمام ۲۰–۲۰۱۹ با چهار گروه ۱۸ تیمی برگزار شد. در فصل ۲۱–۲۰۲۰ با هشت گروه ۱۲ تیمی برگزار شد، سپس در فصل ۲۲–۲۰۲۱ به پنج گروه ۱۰ تیمی و یک گروه ۱۱ تیمی کاهش یافت.

## فصل‌ها - جداول لیگ
| دهه       | دهه     | دهه     | دهه     | دهه     | دهه     | دهه     | دهه     | دهه     | دهه     | دهه     |
| --------- | ------- | ------- | ------- | ------- | ------- | ------- | ------- | ------- | ------- | ------- |
| دهه ۲۰۱۰: | —       | —       | —       | ۱۴–۲۰۱۳ | ۱۵–۲۰۱۴ | ۱۶–۲۰۱۵ | ۱۷–۲۰۱۶ | ۱۸–۲۰۱۷ | ۱۹–۲۰۱۸ | ۲۰–۲۰۱۹ |
| دهه ۲۰۲۰: | ۲۱–۲۰۲۰ | ۲۲–۲۰۲۱ | ۲۳–۲۰۲۲ | ۲۴–۲۰۲۳ | ۲۵–۲۰۲۴ |         |         |         |         |         |

## فهرست قهرمانان و تیم‌های صعود کرده
| فصل     | فینال                            | فینال                            | فینال                            | فینال                             | صعود                                                     |
| فصل     | قهرمان                           | نتیجه                            | ناب-قهرمان                       | ورزشگاه                           | صعود                                                     |
| سطح سوم | سطح سوم                          | سطح سوم                          | سطح سوم                          | سطح سوم                           | سطح سوم                                                  |
| ------- | -------------------------------- | -------------------------------- | -------------------------------- | --------------------------------- | -------------------------------------------------------- |
| ۱۴–۲۰۱۳ | فرئامونده                        | ۳–۲                              | اورینتال                         | فونتلو، ویزئو                     | فرئامونده، اورینتال و ویتوریا گیماریش بی                 |
| ۱۵–۲۰۱۴ | مافرا                            | ۱–۱ (و.ا.)، (۴–۳ پ.)             | فامالیکاو                        | ورزشگاه مونیسیپال، مارینا گراند   | مافرا، فامالیکاو و وارزیم                                |
| ۱۶–۲۰۱۵ | کووا دا پیه‌داد                   | ۰–۰ (و.ا.), (۲–۰ پ.)             | ویزلا                            | ورزشگاه مونیسیپال، آبرانتس        | کووا دا پیه‌داد، ویزلا و فافه                             |
| ۱۷–۲۰۱۶ | رئال                             | ۲–۰                              | اولیویرنسه                       | فونتلو، ویزئو                     | رئال و اولیویرنسه                                        |
| ۱۸–۲۰۱۷ | مافرا                            | ۲–۱                              | فارنسی                           | ورزشگاه ملی لیسبون، ژامور         | مافرا و فارنسی                                           |
| ۱۹–۲۰۱۸ | کاسا پیا                         | ۲–۲ (و.ا.)، (۴–۲ پ.)             | ویلافرانکینسه                    | ورزشگاه ملی لیسبون، ژامور         | کاسا پیا و ویلافرانکینسه                                 |
| ۲۰–۲۰۱۹ | تعلیق به دلیل دنیاگیری کووید-۱۹. | تعلیق به دلیل دنیاگیری کووید-۱۹. | تعلیق به دلیل دنیاگیری کووید-۱۹. | تعلیق به دلیل دنیاگیری کووید-۱۹.  | ویزلا و اروکا                                            |
| ۲۱–۲۰۲۰ | تروفنس                           | ۱–۰ (و.ا.)                       | استرلا دا آمادورا                | ورزشگاه سیداد ده کویمبرا، کویمبرا | تروفنس و استرلا دا آمادورا                               |
| سطح ۴   |                                  |                                  |                                  |                                   |                                                          |
| ۲۲–۲۰۲۱ | پاردش                            | ۴–۰                              | فونتیناس                         | ورزشگاه ملی لیسبون، ژامور         | پاردش، فونتیناس، لانک ویلاوردنسه، مونکاراپاشنسه و بلننسس |
| ۲۳–۲۰۲۲ | اتلتیکو                          | ۳–۰                              | ویاننسی                          | ورزشگاه ملی لیسبون، ژامور         | اتلتیکو، ویاننسی، لوسیتانیا، ۱ دسامبر و پرو پینیرو       |
| ۲۴–۲۰۲۳ | آمارانته                         | ۳–۰                              | ویتوریا ستوبال                   | ورزشگاه ملی لیسبون، ژامور         | ساو ژواو د ور، لوسیتانیا                                 |

1. ↑  ویزلا و اروکا به عنوان دو تیمی که در زمان تعلیق لیگ، بیشترین امتیاز را داشتند، ارتقا یافتند.

### عملکرد بر اساس باشگاه
| باشگاه            | قهرمانی(ها) | قهرمانی(ها)      | نائب-قهرمانی(ها) | نائب-قهرمانی(ها) |
| باشگاه            | تعداد       | فصل(ها)          | تعداد            | فصل(ها)          |
| ----------------- | ----------- | ---------------- | ---------------- | ---------------- |
| مافرا             | ۲           | ۱۵–۲۰۱۴، ۱۸–۲۰۱۷ | ۰                | –                |
| فرئامونده         | ۱           | ۱۴–۲۰۱۳          | ۰                | –                |
| کووا دا پیه‌داد    | ۱           | ۱۶–۲۰۱۵          | ۰                | –                |
| رئال              | ۱           | ۱۷–۲۰۱۶          | ۰                | –                |
| کاسا پیا          | ۱           | ۱۹–۲۰۱۸          | ۰                | –                |
| تروفنس            | ۱           | ۲۱–۲۰۲۰          | ۰                | –                |
| پاردش             | ۱           | ۲۲–۲۰۲۱          | ۰                | –                |
| اتلتیکو           | ۱           | ۲۳–۲۰۲۲          | ۰                | –                |
| آمارانته          | ۱           | ۲۴–۲۰۲۳          | ۰                | –                |
| اورینتال          | ۰           | –                | ۱                | ۱۴–۲۰۱۳          |
| فامالیکاو         | ۰           | –                | ۱                | ۱۵–۲۰۱۴          |
| ویزلا             | ۰           | –                | ۱                | ۱۶–۲۰۱۵          |
| اولیویرنسه        | ۰           | –                | ۱                | ۱۷–۲۰۱۶          |
| فارنسی            | ۰           | –                | ۱                | ۱۸–۲۰۱۷          |
| ویلافرانکینسه     | ۰           | –                | ۱                | ۱۹–۲۰۱۸          |
| استرلا دا آمادورا | ۰           | –                | ۱                | ۲۱–۲۰۲۰          |
| فونتیناس          | ۰           | –                | ۱                | ۲۲–۲۰۲۱          |
| ویاننسی           | ۰           | –                | ۱                | ۲۳–۲۰۲۲          |
| ویتوریا ستوبال    | ۰           | –                | ۱                | ۲۴–۲۰۲۳          |